# Jean Chéreau
Jean Joseph Chéreau, né le 22 novembre 1919 au Petit Quevilly en Seine-Maritime et mort le 13 juillet 2001 au Val-Saint-Père dans la Manche, est une personnalité économique, un grand industriel de la carrosserie pour poids-lourds, fondateur en 1950 de la société Chéreau, spécialisée dans la construction de camions et semi-remorques frigorifiques.

## Biographie
Jean Chéreau est issu d’une famille de carrossiers établie à Rouen. 
En 1945, après son retour de déportation qui a duré cinq années, il se fixe à Avranches où il commence sa carrière et y fonde une famille. Il se lance d’abord dans la construction de manèges, de véhicules publicitaires et de véhicules d’habitation pour les grands cirques itinérants qui connaissent à l'époque un grand succès. La période d’après-guerre est alors propice à ce genre d’activités.
Doué d’un esprit créatif et d’une grande habileté manuelle, Jean Chéreau fédère autour de lui une équipe de compagnons, des professionnels des métiers de la carrosserie. Il est secondé par son épouse Simone qui gère la comptabilité de l’entreprise et participe à son développement.
L'arrivée massive de la télévision dans les foyers se révèle être fort dommageable pour les activités foraines. Jean Chéreau oriente alors l’activité de son entreprise vers le secteur de la construction de véhicules destinés au transport de denrées périssables sous température dirigée. L’importance de l’industrie agroalimentaire en Normandie favorise les débuts de cette nouvelle activité. Avec son sens stratégique, Jean Chéreau assure un développement régulier de la société avranchinaise qui deviendra très vite le premier constructeur européen de la spécialité.

### Famille
Jean Chéreau est le père de Monique Morin née Chéreau et de Jean-Luc Chéreau.

## Odonyme
Une rue d'Avranches porte son nom.